# 曹汉昌
曹汉昌（1911年—2000年），原名曹锡棠，男，江苏苏州人，中国苏州评弹表演艺术家，中国曲艺家协会理事，曾任苏州评弹团团长，苏州人民评弹团团长。